# Copperlist

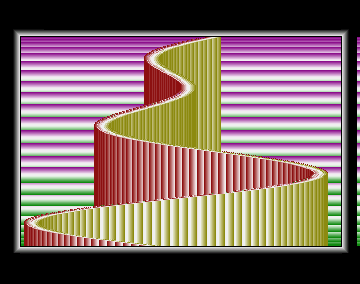
Exemple de copperlist

Une copperlist est sur les ordinateurs Amiga, une liste d'instructions pour un coprocesseur intégré, le copper qui permet d'effectuer des opérations essentiellement graphiques.
Le copper comprend 3 types d'instructions:
- Move, qui permet d'effectuer une affectation.
- Wait, qui permet d'attendre un moment précis comme le passage du balayage écran à un pixel particulier
- Skip, qui permet sous condition de sauter l'instruction suivante

Une des utilisations les plus courantes des copperlists est de pouvoir changer la palette graphique au moment où l'on veut, y compris à chaque nouvelle ligne.
La copperlist permet également d'effectuer certains scrollings et est la pierre angulaire du système d'écrans propre à l'Amiga utilisé par le Workbench.